# 坎皮廖内费尼莱
坎皮廖内费尼莱（意大利语：Campiglione-Fenile），是意大利北部皮埃蒙特大区都灵省的一个市镇。总面积11.1平方公里，总人口1385，人口密度124.8人/平方公里（2010年12月31日）。